# 大石秀政
大石 秀政（おおいし ひでまさ、1963年（昭和38年）11月12日 - ）は、日本の政治家。元自由民主党衆議院議員。静岡県出身。

## 経歴
静岡県榛原郡吉田町生まれ。1982年（昭和57年）静岡県立榛原高等学校卒業。早稲田大学教育学部を中退。
その後、父千八の秘書を務める。1996年（平成8年）第41回衆議院議員総選挙の比例東海ブロックで初当選（自由民主党）。旧渡辺派を経て山崎派に加わった。
2000年（平成12年）第42回総選挙では静岡県第2区の自由民主党の公認争いで原田昇左右に敗れ、無所属で同選挙区に立候補したが落選した。

## 親族
- 祖父 - 大石八治（元衆議院議員）[1]
- 父 - 大石千八（元衆議院議員・第1次海部内閣郵政大臣）[1]